# Nomenj
Nomenj é uma vila localizada no município de Bohinj na Eslovênia. Possuía uma população estimada de 159 habitantes em 2020.